# Amsterdamsche Football Club
|  | No s'ha de confondre amb Amsterdamsche Football Club Ajax. |

L'Amsterdamsche Football Club, conegut comunament com a AFC és un club de futbol amb seu a Amsterdam. L'equip competeix a la Tweede Divisie, el tercer nivell del sistema de lliga holandesa de futbol.

## Història

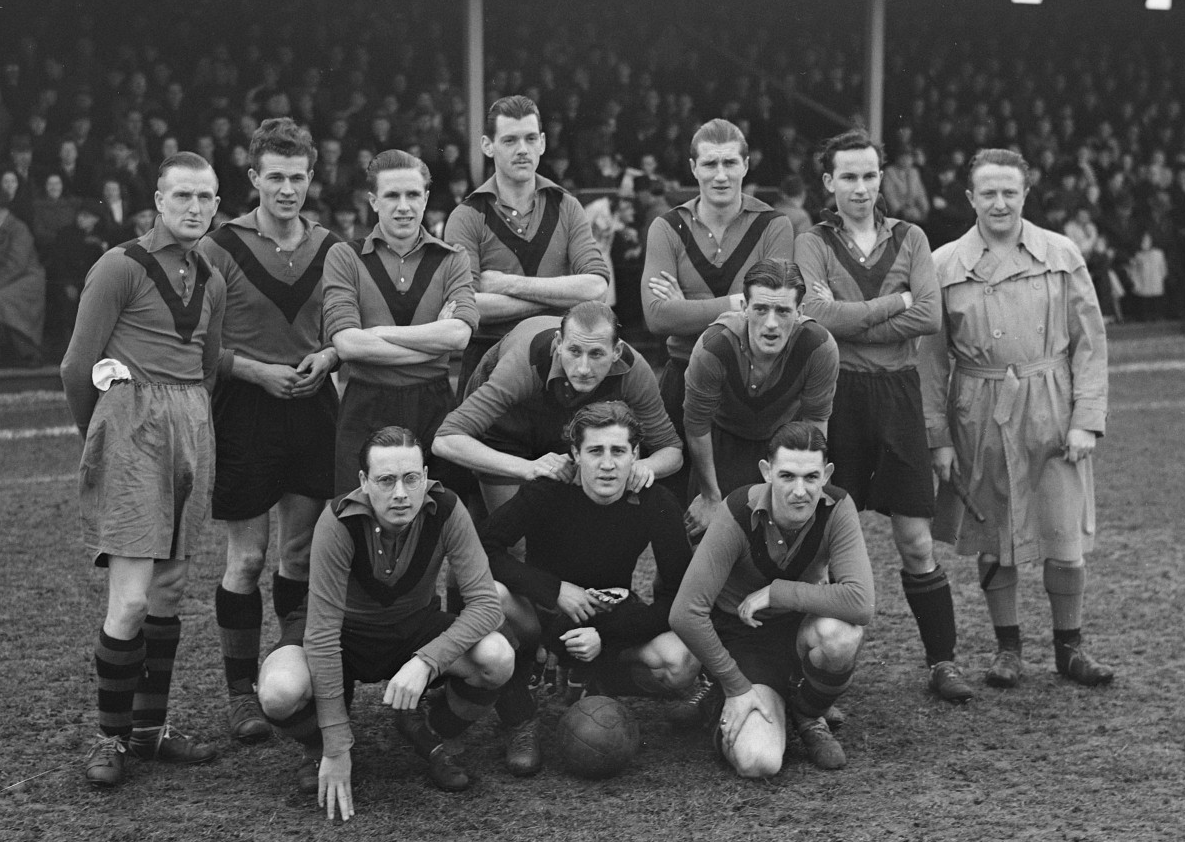
La primera plantilla de l'Amsterdamsche FC, 1949

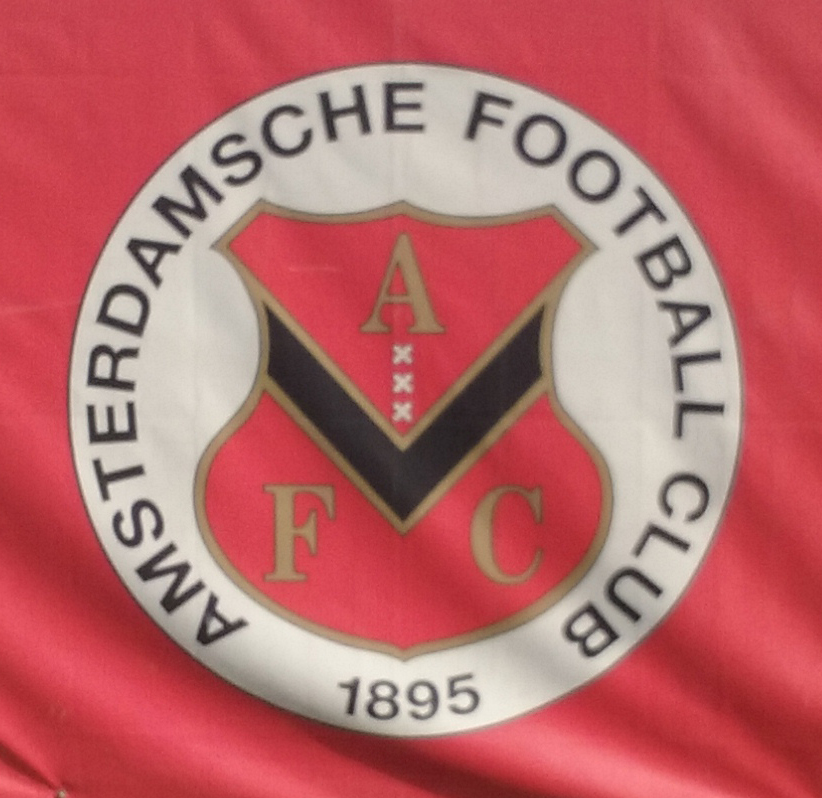
Bandera de l'Amsterdamsche FC

### Segle XIX: Fundació
L'AFC es va fundar el 1895 quan un grup de joves d'Amsterdam van decidir crear un club de futbol. El 18 de gener de 1895 va tenir lloc la reunió fundacional al soterrani d'una casa al Koninginneweg on després d'una llarga discussió es va triar el nom "Amsterdamsche Football Club (AFC)". La reunió la van fer sis nois de quinze i setze anys. Quatre d'ells eren Gerard Scheepens, Hein Brass, Frits Bernard i GJ Bernard. Aquests sis nois van ser els progenitors de l'AFC.

### Segle XX: campionats en abundància
L'AFC-1 es va coronar campió 14 vegades, en diverses categories els anys 1906, 1909, 1917, 1918, 1919, 1946, 1961, 1963, 1967, 1969, 2001, 2010, 2014 i 2019, alhora que també havia baixat tres vegades; 1921, 1922 i 1998. L'any 2010 va ser el primer club dels Països Baixos que va entrar a la recentment constituïda 'Top Class'. Tot i que només comptava amb 15 socis quan es va fundar, en el moment del 50è aniversari del club (1945) en tenia més de 700. Amb els 100 anys d'existència de l'AFC (1995) compta amb més de 1.500 socis i l'estiu del 2016 el club, inclosos els donants no jugadors, superava els 2.100 socis. A causa de l'escassetat de camps i allotjaments, malauradament, centenars d'aspirants a socis eren rebutjats cada temporada quan sol·licitaven la subscripció.